# Gaekwad
Gaekwad (o anche Gaikwar e Gaikwad; in marathi: गायकवाड, Gāyǎkǎvāḍǎ) è un termine indiano impiegato nello Stato del Maharashtra per indicare un clan Maratha dei Koli (gruppo etnico - talvolta chiamato Bhil - presente in Rajasthan, Himachal Pradesh, Gujarat, Maharashtra, Uttar Pradesh, Haryana, Karnataka Jammu e Kashmir), riconducibile alla casta hindu dei Brahmani. È anche un cognome diffuso tra i Bharadi, i Dhor e le comunità Mahar (o Maha, o Mara) del Maharashtra.
I Gaekwad hanno fatto parte del gruppo costitutivo della cosiddetta Confederazione maratha, e tra essi si possono ricordare i Gaekwad di Baroda.

## Etimologia
Si crede che il sostantivo Gaekwad sia una combinazione dei termini Gai, che significa "vacca", e Kavad, che vuol dire "piccola porta": quindi il tutto significherebbe "porticina della vacca".